# Ramón Soria
Ramón Soria Alonso (Alicante, 7 de marzo de 1989), más conocido como Ramón Soria, es un futbolista español que juega de defensa central en el FC Edmonton de la Canadian Premier League.

## Trayectoria
Soria es un central formado en la cantera del Villarreal CF en las que estuvo durante cinco temporadas formando parte del equipo "C" en la temporada 2008-2009. 
En 2009 abandona el club castellonense para formar parte de la plantilla del RCD Mallorca B durante dos temporadas, donde también se desempeñó como capitán. Durante las siguientes tres temporadas, Soria jugaría para tres clubes españoles diferentes: Albacete Balompié, FC Jove Español y Teruel, antes de pasar un corto tiempo en Noruega con Gjøvik FF. 
El 13 de diciembre de 2013 firmó con el Ottawa Fury FC club de la NASL Ottawa Fury FC, siendo su primera experiencia en Canadá.
En febrero de 2016, Soria firmó con el club esloveno de PrvaLiga NK Celje y durante la misma temporada jugaría también en el Puerto Rico FC de la NASL en el que jugaría durante temporada y media.
El 30 de enero de 2018, Soria regresó a España para firmar con el SD Formentera de la Segunda B hasta el final de la temporada, donde jugó 15 partidos y marcó un gol.
El 31 de enero de 2019, Soria firmó con el FC Edmonton de la Canadian Premier League.
Durante la temporada 2019-2020, ejercería como uno de los líderes del vestuario (siendo segundo capitán), segundo entrenador del equipo sub-20 y de ojeador en el club de Alberta.

## Internacional
Soria ha representado a España en las categorías U16 y U17, incluso en el Campeonato de Europa Sub-17 de Fútbol de la UEFA 2006 en Luxemburgo, donde España terminó en tercera posición.

## Clubes
| Club                                 | País        | Año         | Partidos | Goles |
| ------------------------------------ | ----------- | ----------- | -------- | ----- |
| Villarreal CF C                      | España      | 2008 - 2009 |          |       |
| RCD Mallorca B                       | España      | 2009 - 2011 | 52       | 2     |
| Albacete Balompié                    | España      | 2011 - 2012 | 5        | 0     |
| Fútbol Club Jove Español San Vicente | España      | 2012 - 2013 | 17       | 0     |
| CD Teruel                            | España      | 2013        | 16       | 0     |
| Gjøvik FF                            | Noruega     | 2013        | 5        | 1     |
| Ottawa Fury FC                       | Canadá      | 2013        | 20       | 0     |
| IFK Mariehamn                        | Finlandia   | 2015        | 0        | 0     |
| NK Celje                             | Eslovenia   | 2015        | 34       | 0     |
| Puerto Rico FC                       | Puerto Rico | 2016-2017   | 52       | 1     |
| SD Formentera                        | España      | 2017 - 2018 | 15       | 1     |
| FC Edmonton                          | Canadá      | 2019 -      | 23       | 1     |